# Pouillot calciatile
Phylloscopus calciatilis
Espèce
Répartition géographique
Statut de conservation UICN

 LC  : Préoccupation mineure
Le Pouillot calciatile (Phylloscopus calciatilis) est une espèce d'oiseaux de la famille des Phylloscopidae. 

## Description
Il ressemble beaucoup au Pouillot de Rickett (Phylloscopus ricketti), mais il est plus petit et a des ailes plus arrondies.

## Répartition
Cet oiseau se trouve dans le nord et le centre du Viêt Nam et du Laos.

## Conservation
Il est commun dans les zones protégées. Il n'est pas rare localement.